# Menhir du coll de la Dona Morta
Le menhir du coll de la Dona Morta est un possible menhir situé au coll de la Dona Morta, à la frontière entre l'Espagne et la France, dans l'Est des Pyrénées.

## Situation
Le monument est situé à 1 081 m d'altitude, dans l'Est des Pyrénées, au coll de la Dona Morta.
Ce col, sur la crête des Pyrénées, marque la limite entre les régions naturelles et historiques du Vallespir et de l'Empordà. Au nord se trouve le territoire de la commune d'Amélie-les-Bains-Palalda (et plus précisément du village de Montalba-d'Amélie), dans le département français des Pyrénées-Orientales. Au sud s'étend Maçanet de Cabrenys, commune de la province de Gérone, dans la communauté autonome de Catalogne, en Espagne.

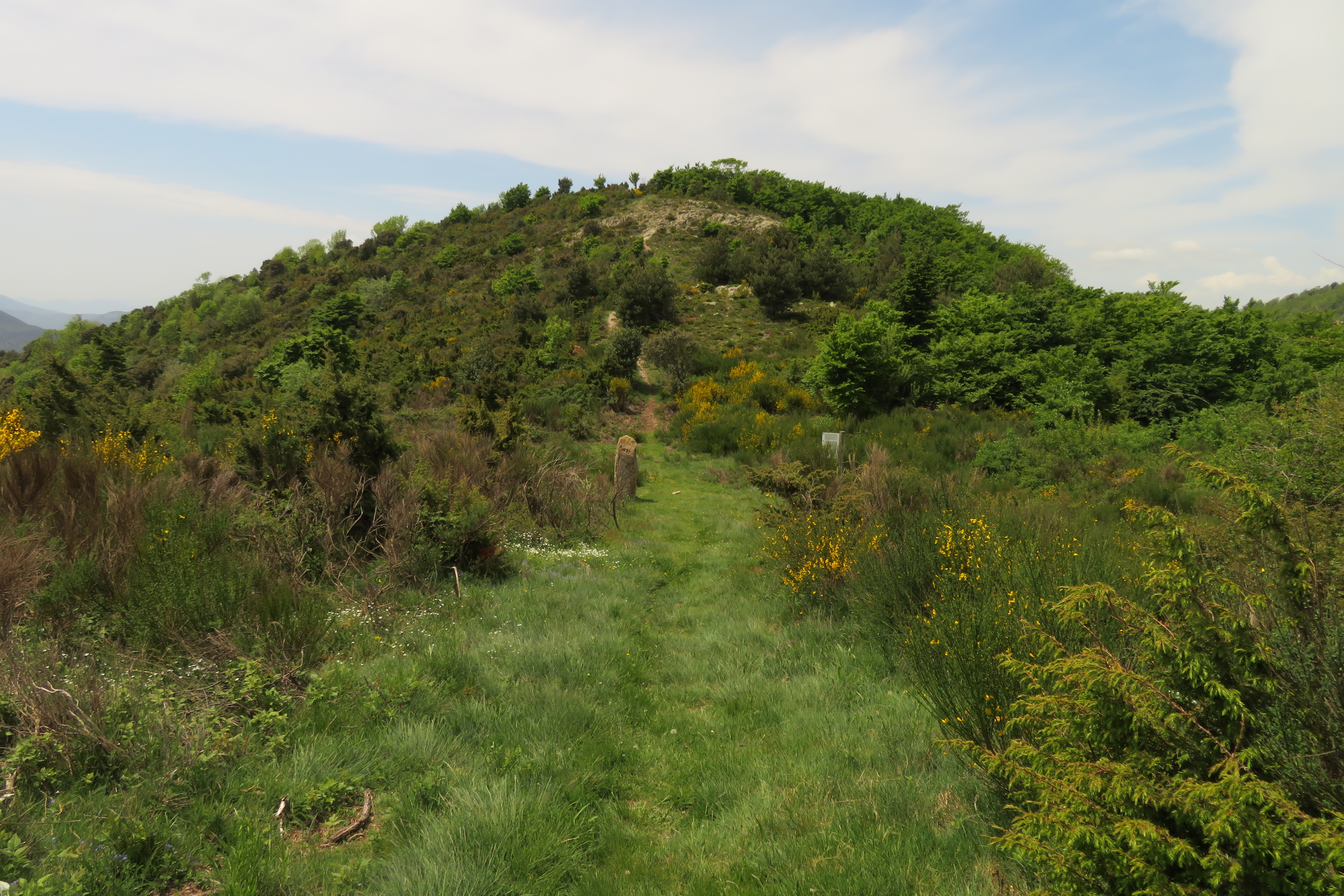
Vue du col depuis l'est.

Cette situation dominante, dans une zone montagneuse ou accidentée, est commune à tous les sites mégalithiques des Pyrénées-Orientales. La plupart d'entre eux sont situés sur un col, une ligne de crête ou une hauteur dominant le paysage.
Le col n'est desservi par aucune route ni piste, seuls des sentiers, balisés, permettent de le rejoindre. Environ 800 m plus à l'est, sur la même ligne de crête, près du pic des Les Collades (1 298 m) se trouve une probable tombe mégalithique.

## Toponymie
En catalan, la langue traditionnelle de la région de part et d'autre de la frontière entre les états français et espagnols, coll signifie « col (de montagne) », dona signifie « femme » et morta, « morte ». Pour les toponymes, dona est souvent à prendre dans le sens de « fée » ou « sorcière ».
De nombreux toponymes de la région font références à des tombeaux, des hommes morts ou des femmes mortes. Jean Abélanet remarque que de tels noms signalent souvent des mégalithes. Il s' en est servi pour découvrir de nombreux menhirs et dolmens.
Toujours selon la légende, avant la Dona Morta, le col s'appelait Collada del Cingle Gran. Le mot catalan féminin Collada désigne un large col. Le toponyme Cingle est utilisé pour indiquer une falaise.

## Description
Il s'agit d'une pierre levée, vaguement antropomorphe, relativement plate : 2,10 m de haut pour 0,66 m de large et 0,24 m de profondeur. Une croix chrétienne est gravée près de son sommet, sur sa face occidentale. Cette croix latine fait 16 cm de haut pour 10 cm de large. Elle est gravée sur moins d'un centimètre de profondeur.
Aucun reste archéologique n'a été trouvé à proximité immédiate, ni sur la possible tombe mégalithique situé au pic de Les Collades. Cependant, la proximité entre les deux monuments est une indication de leur possible origine mégalithique.

## Historique
Si le menhir et le monument du pic de Les Collades sont d'époque mégalithique, ils ont probablement tous les deux été construits dans la deuxième moitié du IIIe millénaire av. J.-C..
La légende qui l'entoure et le nom qui y est liée a sans doute été formée au  Moyen Âge. La croix gravée date également de l'époque chrétienne.
En 1999, Jean Abélanet, qui a découvert de nombreux mégalithes, détaille la légende entourant cette pierre levée dans son ouvrage Lieux et légendes du Roussillon et des Pyrénées catalanes, mais sans y reconnaître un menhir. Josep Agustí et Enric Carreras signalent en 2000 qu'il pourrait s'agir d'un mégalithe. La pierre, qui était renversée, est relevée en 2003 sur son emplacement.

## Légende
Jean Abélanet rapporte une légende qui lui a été racontée à Saint-Laurent-de-Cerdans.
Lors de la tuerie du cochon, les habitants du mas de la Borbolla, situé à environ un kilomètre à l'est du col, avaient invité la famille, les amis et voisins comme il était de coutume lors de cette fête. Le soir, comme on était début novembre, la conversation tomba sur les légendes. Plusieurs racontèrent des histoires de revenants ou fantômes qui faisaient peur à tout le monde, surtout aux enfants. Seule Martina s'y opposa, arguant que les légendes sur ces êtres extraordinaires étaient fausses, et qu'elle n'en avait pas peur.
Le mari de Martina lui fit remarquer qu'elle était pourtant très peureuse vis-à-vis des rats, araignées, etc. Mais Martina expliqua que ces petites bêtes, elles, existaient bel et bien. Un oncle de Martina la défia : il avait bien vendu un bélier au marché de Céret et paria deux pièces d'or qu'elle n'oserait pas, en pleine nuit, aller planter une agullada (bâton servant à guider les bœufs) au col appelé Collada del Cingle Gran situé à quelques minutes de marche du mas.
Martina releva le défi. Elle parti seule malgré ses peurs, sursautant au moindre bruit d'animal dans la nuit. Mais elle ne revenait pas. Les habitants, inquiets, partirent la chercher. Il la trouvèrent morte au col. Ils comprirent qu'elle avait planté par erreur l'aiguillon dans ses propres vêtements et était morte de peur, croyant être retenue par le Diable, qui aurait voulu la punir de ne pas croire aux légendes.
Le col fut renommé en son honneur et une pierre, taillée en forme de cercueil et gravée d'une croix, fut levée à l'endroit où elle était morte.